# Other Voices
Other Voices ist das siebte Studioalbum der US-amerikanischen Rockband The Doors. Es erschien im Oktober 1971 bei Elektra Records. Es ist das erste nach Jim Morrisons Tod im Juli 1971.

## Geschichte
Die Aufnahmen zum Album begannen bereits, als Morrison sich in Frankreich im Urlaub befand. Einige Songs wurden laut Keyboarder Ray Manzarek noch mit Morrison vor dessen Abreise nach Paris geprobt. Down on the Farm wurde bereits während der Aufnahmen zum vorherigen Album geschrieben, Morrison wollte es damals nicht mit auf der Platte haben. Other Voices wurde bereits drei Monate nach Morrisons Tod veröffentlicht. Manzarek und Gitarrist Robbie Krieger teilten sich auf ihr den Gesang. Das Album erreichte Platz 31 der Charts, die Single Tightrope Ride Platz 71.
Eine CD-Version erschien erst 2006 beim Label Timeless Holland.

## Kritik
Lindsay Planer von Allmusic vergab 4 von 5 Sternen. Sie schrieb: "Although they'd never regain their former acclaim, the Doors would take this platter into the Top 40 and pull off a successful tour behind the project."

## Titelliste
Im Innencover des Albums ist zu lesen: „All songs written by Krieger, Densmore, Manzarek“. Einigen LP-Versionen lag jedoch ein Textblatt mit individuellen Credits bei, einige frühe Versionen hatten diese auch auf dem Label der Schallplatte selbst. Sie sind im Folgenden angegeben.

### Seite eins
1. In the Eye of the Sun (Manzarek) – 4:48
2. Variety Is the Spice of Life (Krieger) – 2:50
3. Ships w/ Sails (Krieger/Densmore) – 7:38
4. Tightrope Ride (Manzarek/Krieger) – 4:15

### Seite zwei
1. Down on the Farm (Krieger) – 4:15
2. I’m Horny, I’m Stoned (Krieger) – 3:55
3. Wandering Musician (Krieger) – 6:25
4. Hang On to Your Life (Manzarek/Krieger) – 5:36